# Лозуватка (Голованівський район)
Лозува́тка —  село в Україні, у Новоархангельській селищній громаді Голованівського району Кіровоградської області. Населення становить 0 осіб.

## Населення
Згідно з переписом УРСР 1989 року чисельність наявного населення села становила 24 особи, з яких 12 чоловіків та 12 жінок.
За переписом населення України 2001 року в селі ніхто не мешкав.